# Forever Pavot
 (mai 2021).
La mise en forme du texte ne suit pas les recommandations de Wikipédia : il faut le « wikifier ».
Les points d'amélioration suivants sont les cas les plus fréquents :
- Les titres sont pré-formatés par le logiciel. Ils ne sont ni en capitales, ni en gras.
- Le texte ne doit pas être écrit en capitales (les noms de famille non plus), ni en gras, ni en italique, ni en « petit »…
- Le gras n'est utilisé que pour surligner le titre de l'article dans l'introduction, une seule fois.
- L'italique est rarement utilisé : mots en langue étrangère, titres d'œuvres, noms de bateaux, etc.
- Les citations ne sont pas en italique mais en corps de texte normal. Elles sont entourées par des guillemets français : « et ».
- Les listes à puces sont à éviter, des paragraphes rédigés étant largement préférés. Les tableaux sont à réserver à la présentation de données structurées (résultats, etc.).
- Les appels de note de bas de page (petits chiffres en exposant, introduits par l'outil «  Source ») sont à placer entre la fin de phrase et le point final[comme ça].
- Les liens internes (vers d'autres articles de Wikipédia) sont à choisir avec parcimonie. Créez des liens vers des articles approfondissant le sujet. Les termes génériques sans rapport avec le sujet sont à éviter, ainsi que les répétitions de liens vers un même terme.
- Les liens externes sont à placer uniquement dans une section « Liens externes », à la fin de l'article. Ces liens sont à choisir avec parcimonie suivant les règles définies. Si un lien sert de source à l'article, son insertion dans le texte est à faire par les notes de bas de page.
- La présentation des références doit suivre les conventions bibliographiques. Il est recommandé d'utiliser les modèles {{Ouvrage}}, {{Chapitre}}, {{Article}}, {{Lien web}} et/ou {{Bibliographie}}. Le mode d'édition visuel peut mettre en forme automatiquement les références.
- Insérer une infobox (cadre d'informations à droite) n'est pas obligatoire pour parachever la mise en page.

Pour une aide détaillée, merci de consulter Aide:Wikification.
Si vous pensez que ces points ont été résolus, vous pouvez retirer ce bandeau et améliorer la mise en forme d'un autre article.
Forever Pavot est un projet musical de pop/rock progressif formé en 2012 par cinq musiciens autour d'Émile Sornin.

## Présentation
Émile Sornin explique que le nom du projet « est parti d’une blague, un jour, j’ai lu trop vite un “flower power” très mal écrit sur une trousse d’écolier. Ça m’a fait rire… ».  
En 2012, le projet Forever Pavot sort Christophe Colomb, un disque de 2 titres autoproduit, « distribué gratuitement avec des chocolats » puis repressé par Frantic City. 
En 2014, sort Rhapsode chez Born Bad records, premier album de Forever Pavot avec 12 titres. 
Pour Le Bon Coin forever, Émile Sornin a sillonné la Vienne à la rencontre des habitants qui avaient publié une petite annonce pour vendre un instrument de musique. C’est avec ces instruments qu’il a enregistré, sur place, les morceaux de ce disque publié chez Born Bad records en 2016,. Un documentaire, Le Bon Coin Forever, réalisé par François-Xavier Richard, en fait aussi le récit.  
En 2017, sort La Pantoufle chez Born Bad Records, un film imaginaire « où les genres se percutent d’une scène à l’autre (polar, romance, comédie, érotisme, slasher, tout y passe) ». Adrien Soleiman et Benjamin Glibert d’Aquaserge y participent.
En 2023, sort L'Idiophone chez Born Bad Records. La même année, Émile Sornin et Forever Pavot créent la bande originale du film franco-québécois Simple comme Sylvain, réalisé par Monia Chokri.
En 2025 le titre La Belle Affaire issu de La Pantoufle sert de musique à la campagne de publicité Play With Icons de Lacoste.

## Membres
- Émile Sornin : chant, clavier - Auparavant, membre du projet Arun Tazieff[6], dans le sillage du groupe Aquaserge. Coproducteur de l'album de Charlotte Gainsbourg, Rest[7] en 2017. Réalisateur de clips musicaux : I Don't Need A Reason de Dizzee Rascal en 2014 ;  Grab her de Disclosure en 2014 ; Fitzpleasure de Alt-J en 2013. Originaire de La Rochelle [8].
- Antoine Rault : guitare
- Cédric Laban : batterie
- Arnaud Sèche : clavier, flûte traversière
- Maxime Daoud : basse